# Brauns Pfeiffrosch
Brauns Pfeiffrosch (Proceratophrys brauni), auch Brauns Urhornfrosch genannt, ist eine im südlichen Brasilien endemisch vorkommende Amphibien-Art aus der Familie Odontophrynidae. Zur Zeit seiner Entdeckung wurde der Froschlurch als Vertreter der Familie der Pfeif- oder Südfrösche (Leptodactylidae) klassifiziert. Diese große, in Süd- und Mittelamerika beheimatete Amphibiengruppe wurde jedoch inzwischen auf zahlreiche kleinere Familien aufgeteilt.

## Merkmale
Es handelt sich um einen kleinen, aber kräftig gebauten und sehr gedrungen wirkenden Froschlurch mit kurzer, in der Draufsicht etwas zugespitzter Schnauze und kurzen Beinen. In der äußeren Gestalt erinnert die gesamte Gattung an die Hornfrösche (Ceratophrys; diese werden allerdings um ein Mehrfaches größer). Das Taxon Proceratophrys wird im Deutschen daher auch als „Urhornfrösche“ bezeichnet. Die Männchen von P. brauni erreichen eine Kopf-Rumpf-Länge von 30 bis 35 Millimetern, die Weibchen bis zu 40 Millimeter. Oberseits sind die Tiere variabel braun gefärbt, mit einer symmetrischen Zeichnung aus dunklen und hellen Linien sowie Flecken. Sie ahmen Falllaub nach und sind damit in ihrem Lebensraum gut getarnt. Die Unterseite ist schwarz mit roten Flecken bzw. an der Kehle feinen rötlichen Tupfen. Die Haut ist insgesamt sehr drüsig und „warzig“.

## Verbreitung, Lebensraum und Lebensweise
Brauns Pfeiffrosch kommt endemisch in Südbrasilien vor – im Norden der Bundesstaaten Rio Grande do Sul sowie in Santa Catarina. Terra typica ist die Umgebung von Fortaleza dos Aparados in Rio Grande do Sul auf ungefähr 1000 m NN. Das Areal ist Teil des vulkanischen Hochplateaus Südbrasiliens, das unter anderem von beständig regenreichem Araukarienwald (benannt nach der Brasilkiefer, Araucaria angustifolia) sowie an den Berghängen von den südlichsten Ausläufern des Atlantischen Küstenregenwaldes (Mata Atlântica) geprägt wird.
Proceratophrys brauni lebt in der Laubstreuschicht dieses Regenwaldes und ist vorwiegend tagaktiv. Zur Laichzeit zwischen November und Februar finden sich die Männchen in kleinen, schnell fließenden Bächen ein und äußern surrende Paarungsrufe. Über die Fortpflanzungsbiologie ist ansonsten nichts bekannt. Es wird angenommen, dass der Laich unter Steinen im Bachbett deponiert wird.

## Taxonomie
Die Art wurde im Jahr 2001 wissenschaftlich erstbeschrieben, einer der beiden Erstbeschreiber ist der deutsche Herpetologe Axel Kwet. Das Artepitheton brauni ehrt den verstorbenen brasilianischen Amphibienkundler Pedro Braun.

## Äußere Systematik
Nachdem die Südfrösche (Leptodactylidae) schon länger als paraphyletisch postuliert worden waren, führten phylogenetische Untersuchungen im Jahr 2006 zur Ausgliederung unter anderem einer neuen, gut 100 Arten umfassenden Familie, den Cycloramphidae mit Vorkommen in Südamerika, in die auch Brauns Pfeiffrosch gestellt wurde. Schon 2011 kam die Gattung der Urhornfrösche (Proceratophrys) in eine neu errichtete Familie, die Odontophrynidae. Die Urhornfrösche umfassen derzeit 36 Arten. Als Schwesterart von Brauns Urhornfrosch gilt Proceratophrys bigibbosa.